# 地方法院
地方法院或區域法院（英語：district court）是指訴訟程序中的初審法院及最下級審法院。地方法院通常管轄範圍為數個城鎮，至一個城市或一個縣。

## 各地地方法院
- 人民法院
- 中華民國法院制度
- 日本地方裁判所
- 香港區域法院
- 韩国地方法院